# Phyxium bufonicum
Phyxium bufonicum is een keversoort uit de familie boktorren (Cerambycidae). De wetenschappelijke naam van de soort is voor het eerst geldig gepubliceerd in 1864 door Pascoe.